# Беријев Бе-10
Беријев Бе-10 (рус. Бериев Бе-10) је хидроавион на млазни погон који је пројектовала и израдила компанија ОКБ Беријев (ТАНТК Бериев). Пројектован је као извиђачки авион и патролни бомбардер са 3 члана посаде. Био је то двомоторни хидроавион са турбомлазним моторима Люлька АЛ-7РБ. 

## Пројектовање и развој
Консатрукциони биро ОКБ-49, под руководством Георгиј Михајлович Беријева, пројектовао је и направио хидроавион-летећи чамац на основу захтева владе СССР-а. Летећи чамац на турбомлазни погон за извиђање, бомбардовање, напад торпедима и постављање мина на отвореном мору требао је да има следеће перформансе: максималну брзину од 950 до 1.000 km/h, долет од 3.000 km, практичан плафон од 14.000-15.000 m, и полетање и слетање на водену површину при таласима висине 1,5 m.
Авион је у серијској производњи добио назив Берлијев Бе-10. Био је то двомоторни висококрилни моноплан са млазним моторима у корену крила, летећи чамац потпуно металне конструкције. Први пут је полетео 20. маја 1956. 

## Технички опис
Технички опис направљен на основу извора
Труп је потпуно металне полу монокок конструкције. То је уствари чамац са кобиличастим дном каскадног типа што олакшава авиону полетање због смањеног отпора. Труп је био подељен водонепропусним преградама на девет одељака, што је омогућавало да летелица остане на површини када су било која два одељка поплављена. У прамчаном делу трупа се налази кабина навигатора и радиооператера (стрелца). На горњем делу трупа се налази кокпит за пилота који се налази у централном делу трупа како би пилот имао бољу прегледност. Коопит има поклопац од плексигласа у облику капље. Кабине посада се греју топлотом издувних гасова мотора. Ова топлота се такође користи за одлеђивање виталних летних делова авиона. Највећи део трупа авиона заузима товарни део трупа са доњим вратима у кога се смешта наоружање, противподморничка торпеда, слободно падајуће бомбе или дубинске мине. На прамчаном делу трупа са обе стране се налази по један аутоматски топ. У репу авиона се налазо један двоцевни аутоматски топ електронски управљан са радаром.
Погонска група је састављена од два турбомлазна мотора Люлька АЛ-7РБ потиска 71,2 kN сваки. Мотори су уграђени испод крила на месту споја крила и трупа авиона.
Авион Бе-10 је по класификацији горњокрилац чија су крила коса у односу на осу трупа. Крило је састављено од три дела. Средишњи део крила са гондолама мотора и трупом представљају једну целину. Од мотора до краја, полукрила су трапезастог облика, попуно металне израде и основне (носеће) конструкције и облоге. Полукрила имају негативан диедар тако да крила падају ка воденој површини. На крајевина крилних конзола су причвршћена са доње стране два неувлачива потпорна пловка. Пловци су металне конструкције и подељени су водонепропусним преградама. Крила су опремљена закрилцима и елеронима исте конструкције као и крила.
Репне површине вертикални стабилизатор и кобилица (труп) чине једну целину и потпуно су метални. Хоризонтални стабилизатори се налазе нешто испод половине висине вертикалног стабилизатора, имају позитиван диедар, стреластог су облика и конзолно су причвршћени за њега. Кормило правца и дубине имају метални оквир и облогу од ал-лима.
Стајни трап има три ноге са по два точка (удвојени точкови). Предње ноге су испод крила а трећа нога се налази испод репа авиона. Стајни трап код овог авиона служи уместо колица за извлачење хидроавиона на суво тло. Овај авион није амфибија која је у стању да слеће и полеће и са сувог тла и водених површина. По поринућу хидроавиона Бе-10 у воду, ноге стајног трапа које су причвршћене за бокове трупа се скидају, да не праве додатни отпор авиону при кретању по води или лету кроз ваздух.

## Наоружање
Стрељачко наоружање авиона Беријев Бе-10 се састојало од четири топа НС-23 калибра 23 mm а бомбардерско од торпеда или бомби смештених у борбеном простору до укупне тежине од 3.300 kg.
| Наоружање авиона: Беријев Бе-10 |                                           |
| Ватрено (стрељачко) наоружање   |                                           |
| Топ                             |                                           |
| Број и ознака топа              | 4 х НС-23                                 |
| Број граната                    | 200 сваки                                 |
| Калибар                         | 23                                        |
| Митраљез                        |                                           |
| Бомбардерско наоружање (бомбе)  |                                           |
| Класичне авио бомбе             | 12 x FAB-250 / 1 x FAB-3000 / 3 x торпеда |
| Укупна маса                     | 3.300                                     |
| Ракетно наоружање (ракете)      |                                           |

## Верзије
- М-прототип - прототип авиона Бе-10 први пут полетео 20. маја 1956. направљен 1 комад.
- Бе-10 - серијски прављен модел од 1959 до 1961. произведено 27 комада.
- Бе-10 тренер - конвезрија стандардног Бе-10 са два пилотска седишта намењен обуци пилота.
- М-10 - конверзија стандардног Бе-10 без наоружања направљен за обарање рекорда брзине и висине хидроавиона.

## Оперативно коришћење
Укупно је произведено 27 авиона Беријев Бе-10, фактички две ескадриле. Иако је овај авиом први пут полетео 1956. године његова оперативна употреба је почела тек 1959. године. Све ово је била последица научно техничких проблема који су се појавили коришћењем турбомлазних мотора код хидроавиона.
У лето 1959. 977. Независни морнарички извиђачки ваздухопловни пук са седиштем на полуострву Крим почео је да се пренаоружава са Бе-6 на Бе-10. Овај пук са две ескадриле постао је једина јединица совјетске морнарице која је користила авионе Бе-10 и изабрана је због непосредне близине произвођача што је омогућавало брзо решавање проблема који би се појавили у току експлоатације.
Године 1961. 977. је преименован у 318.Независни АСВ ваздушни пук. У лето исте године Бе-10 је дебитовао у јавности када су четири авиона којима су управљали потпуковник Адријевски, мајор Борисенко, мајор Гордејев и капетан Пономаренко, направила формацију за време прославе Дана морнарице у Лењинграду. Убрзо након тога, неколико Бе-10 привремено је распоређено у слатководно језеро Плешчејево како би учествовали у прелету на Дан авијације 1961. у Москви-Тушино.
Упркос неколико година активне службе (оперативно коришћен до 1968. године), Бе-10 никада није званично уврштен у инвентар совјетске морнарице (третиран је као експериментални авиона). Оно што је такође вредно поменути, Бе-10 држи рекорд ФАИ класе за брзину и висину лета.

## Земље које су користиле авион
- СССР